# Medno
Medno este o localitate din comuna Ljubljana, Slovenia, cu o populație de 378 de locuitori.